# Bukku
Bukku (japanisch 仏供, alternative Lesung: buku oder bugu, auch mit Honorativpräfix 御仏供 o-buku, o-bukku oder o-boku) sind Opfergaben im japanischen Buddhismus, meist Reis, aber auch Blumen, Räucherwerk oder Kerzen. 
Für den Opferreis gibt es die alternativen Bezeichnungen jukubukku (熟仏供), butsuhan (仏飯) oder butsushō (仏餉). In der Regel handelt es sich um gekochten Reis, sehr selten um gewaschenen, aber ungekochten Reis. Der gekochte Reis wird zu einem Zylinder (突仏供 tsuki-bukku, etwa: „Stech-Bukku“) oder Kegel (捏仏供 tsukune-bukku, etwa: „Knet-Bukku“, oder 杉盛 sugimori, etwa: „Sicheltannen-Portion“) geformt und in einer speziellen Opferschale platziert. Die Anzahl der Opferportionen variiert je nach buddhistischer Strömung zwischen acht und sechzehn. Im esoterischen Buddhismus platziert man mindestens zwei davon auf dem Altar (Butsudan bzw. 密壇 mitsudan). Zu speziellen Anlässen wird der Reis mit dem Saft roter Bohnen rot, mit Gardeniensaft gelb, mit dem Saft von Blättern grün oder mit Sesamkernen schwarz gefärbt. Außer bei besonderen Zeremonien wie Kanjō muss das Opfer am Vormittag dargebracht werden; spät in der Nacht wäre außerdem Reisschleim zulässig.
Minako Ōba beschreibt in ihrer Autobiografie, wie der Reis eines Bukku (bei ihr 御仏供様 o-buku-sama mit Honorativpräfix und Höflichkeitssuffix) nach der Opferung, als er hartgetrocknet ist, über einem Holzkohlenfeuer geröstet, in Sojasauce getaucht und als Gericht für Kinder und alte Leute gereicht wird.